# Żórawina (gmina)
Żórawina – gmina wiejska w Polsce położona w województwie dolnośląskim, w powiecie wrocławskim. W latach 1975–1998 gmina administracyjnie należała do województwa wrocławskiego.
Siedziba gminy to Żórawina.
Według danych z 31 grudnia 2009 gminę zamieszkiwało 8445 osób (4180 mężczyzn i 4265 kobiet). Natomiast według danych z 30 czerwca 2020 roku gminę zamieszkiwały 11 284 osoby.

## Położenie
Gmina Żórawina położona jest w województwie dolnośląskim 15 kilometrów na południe od Wrocławia. Gmina posiada wyjątkowo dogodne połączenia komunikacyjne, sprzyjające funkcjom logistycznym o zasięgu ponadregionalnym, tj. linię kolejową relacji Wrocław – Praga, jako kierunek tranzytowy kolei żelaznej na południe Europy. Przez gminę przebiega również ważna trasa komunikacyjna, autostrada A4 (zjazd autostradowy Krajków), łącząca południowe województwa kraju z przejściami granicznymi z Niemcami (Zgorzelec – Jędrzychowice, Słubice, Olszyna, itp.). Główny układ komunikacyjny uzupełniają drogi wojewódzkie nr W-395 relacji Wrocław – Strzelin – Ziębice i nr W-346 relacji Oława – Kąty Wrocławskie – Środa Śląska. Przez teren gminy przebiegają również liczne drogi powiatowe.

## Struktura powierzchni
Według danych z roku 2002 gmina Żórawina ma obszar 120,11 km², w tym:
- użytki rolne: 89%
- użytki leśne: 1%

Gmina stanowi 10,76% powierzchni powiatu.

## Demografia

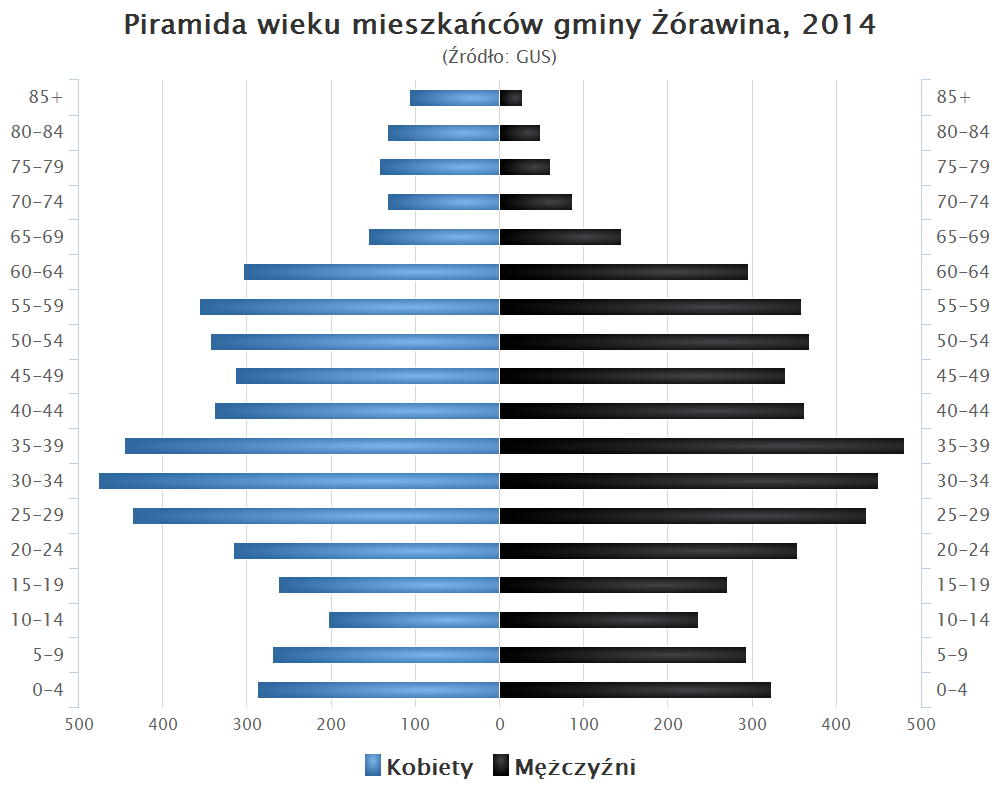
Piramida wieku mieszkańców gminy Żórawina w 2014 roku

Dane z 31 grudnia 2011:
| Opis                              | Ogółem | Ogółem | Kobiety | Kobiety | Mężczyźni | Mężczyźni |
| --------------------------------- | ------ | ------ | ------- | ------- | --------- | --------- |
| jednostka                         | osób   | %      | osób    | %       | osób      | %         |
| populacja                         | 9456   | 100    | 4741    | 50,1    | 4715      | 49,9      |
| gęstość zaludnienia (mieszk./km²) | 78,7   | 78,7   | 39,5    | 39,5    | 39,3      | 39,3      |

## Sąsiednie gminy
- Borów
- Domaniów
- Kobierzyce
- Siechnice